# Транспортно-матрична РНК
Транспортно-матрична РНК (скорочено тмРНК, також відома як 10Sa РНК і за генетичною назвою SsrA ) — це бактеріальна молекула РНК із подвійними властивостями, подібними до транспортних та інформаційних РНК. тмРНК утворює рибонуклеопротеїновий комплекс разом із білком SmpB, фактором елонгації Tu ( EF-Tu ) і рибосомальним білком S1. тмРНК виконує ключову роль у прокаріотичному процесі транс-трансляції, необхідному для забезпечення точності трансляції білка. Коли рибосома затримуються у процесі біосинтезу білка, наприклад у випадку досягнення кінця матричної РНК, яка не містить стоп-кодону.  ТмРНК виконує одразу декілька функцій: вона звільняє рибосому, що зупинилася, додає до дефектного синтезованого поліпептиду мітку, що індукує його протеоліз, та сприяє деградації аберантної інформаційної РНК .  У більшості бактерій ці функції виконують стандартні однокомпонентні тмРНК . В інших бактеріальних видах змінений ген ssrA виробляє двокомпонентну тмРНК, у якій два окремі ланцюги РНК з’єднані за допомогою спарювання основ.

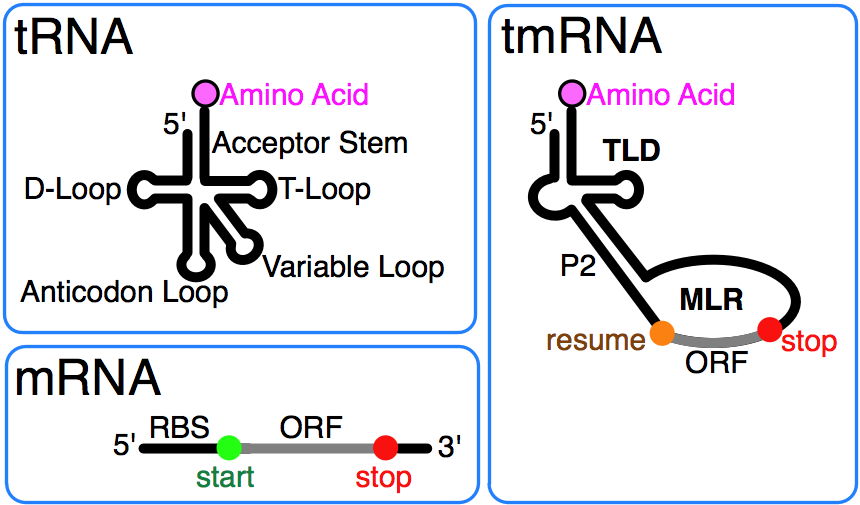
тмРНК поєднує у собі властивості тРНК та м РНК.

## Відкриття та початок дослідження
Вперше тмРНК була виділена в 1979 шляхом розділення електрофоретичної фракції 10S Escherichia coli на тмРНК (10Sa) і подібну за розміром РНК-складової РНКази Р (10Sb). Присутність псевдоуридину в змішаній фракції 10S РНК вказувала на те, що тмРНК має модифіковані основи, характерні також для тРНК. При секвенуванні гену ssrA Mycobacterium tuberculosisбула виявлена подібність 3'-кінця тмРНК до TψC-петлі тРНК. Подальше порівняння послідовностей виявило повний тРНК-подібний домен (TLD), утворений 5'- та 3'- кінцями тмРНК, який має акцепторну ділянку подібну до такої у аланінової тРНК, що робить можливим її аміноацилювання аланін-тРНК-синтетазою. На відміну віж тРНК тмРНК не має антикодонової ділянки, а D-ділянка містить лише D-петлю без D-стебла.

## Структура

### Вторинна структура однокомпонентної тмРНК

Вторинна структура тмРНК E. coli. Короткі лінії позначають пари Вотсона-Кріка (G-C і A-U); крапки - пари G-U. Позначені: тРНК-подібний домен (TLD), мРНК-подібна область (MLR) і чотири псевдовузли (pk1 - pk4). MLR кодує 10-27 амінокислотну поліпетидну мітку, що закінчується стоп-кодоном (старт-кодону не містить, тож його звичайна трансляція не можлива). Приєднання до поліпептиду такої мітки направляє його на протеоліз. Сірим позначені ділянки РНК-спіралі.

Характерною особливістю усіх тмРНК є консервативний тРНК-подібний домен (TLD), що складається з спіральних ділянок 1, 12 і 2a (аналогів акцепторного, Т- і варіабельного стебел тРНК відповідно) і містить 5' монофосфатний і аланільований 3' CCA-кінець. мРНК-подібна ділянка (MLR) у стандартній тмРНК є великою петлею, що містить псевдовузли і кодуючу послідовність (CDS) для пептидної мітки довжиною 10-27 амінокислот, обмежену кодоном відновлення і стоп-кодоном. Кодований пептид мітки  варіює між бактеріями, можливо, залежно від набору наявних протеаз та адаптерів.
тмРНК зазвичай містять чотири псевдовузли, один з яких (pk1) знаходиться вище ділянки CDS, а інші три псевдовузли (pk2 - pk4) - нижче за  CDS. Попри загальну косервативність тмРНК, псевдовузли є достатньо еволюційно пластичними. Наприклад, у однокомпонентних тмРНК ціанобактерій pk4 заміщений двома тандемно розташованими меншими псевдовузлами. Це свідчить про те, що вторинна структура тмРНК за межами TLD є важливою, проте псевдовузли є одними з перших структур, які втрачаються при розбіжності послідовностей ssrA в лініях пластид та інших ендосимбіонтів.

### Двокомпонентні тмРНК
Кругова пермутація ssrA була виявлена в трьох основних лініях:
1. у всіх альфа-протеобактерій і примітивних мітохондріях протистів Jakobida;
2. у двох розрізнених групах ціанобактерій (Gloeobacter і клада, що містить Prochlorococcus і багато представників Synechococcus);
3. у деяких представників бета-протеобактерій (Cupriavidus і деяких Rhodocyclales).[8][9]

Всі вони утворюють подібні двокомпонентні мтРНК, що складаються з акцепторної та кодуючої частин. Така мтРНК еквівалентна стандартній формі, але розрізана після кодувальної послідовності CDS. У таких мтРНК зберігається не більше 2 псевдовузлів, порівняно з 4 чи більше в стандартних мтРНК.
Альфапротеобактерії мають дві характерні послідовності: заміну типової послідовності ТΨC-петлі TΨCRANY на GGCRGUA та послідовність AACAGAA у великій петлі 3´-кінцевого псевдовузла. У мітохондріях MLR була втрачена. Значна репермутація мітохондріальної ssrA призводить до утворення невеликого однокомпонентного продукту у Jakoba libera.
Ціанобактерії є найбільш вірогідним прикладом утворення пермутованого гена зі стандартного, через значну схожість послідовностей обох типів генів, які зустрічаються в різних штамах.

### Процесинг тмРНК
Більшість тмРНК транскрибуються у вигляді більших попередників, які піддаються процесингу подібно до тРНК. Розщеплення на 5'-кінці відбувається за допомогою рибонуклеази Р. 3'-кінець найчастіше піддається процесингу за допомогою РНКаз Т та PH. Залежно від виду бактерій, 3'-CCA або кодується, або додається за допомогою тРНК-нуклеотидилтрансферази.
Подібний процесинг у внутрішніх сайтах  попередниці тмРНК пояснює її фізичне розщеплення на дві частини. Двокомпонентні тмРНК мають два додаткові кінці, процесинг яких необхідно враховувати. Для альфапротеобактерій один 5'-кінець є необробленим сайтом початку транскрипції.  Дальній 3'-кінець може в деяких випадках бути результатом rho-незалежної термінації транскрипції.

### Тривимірні конструкції

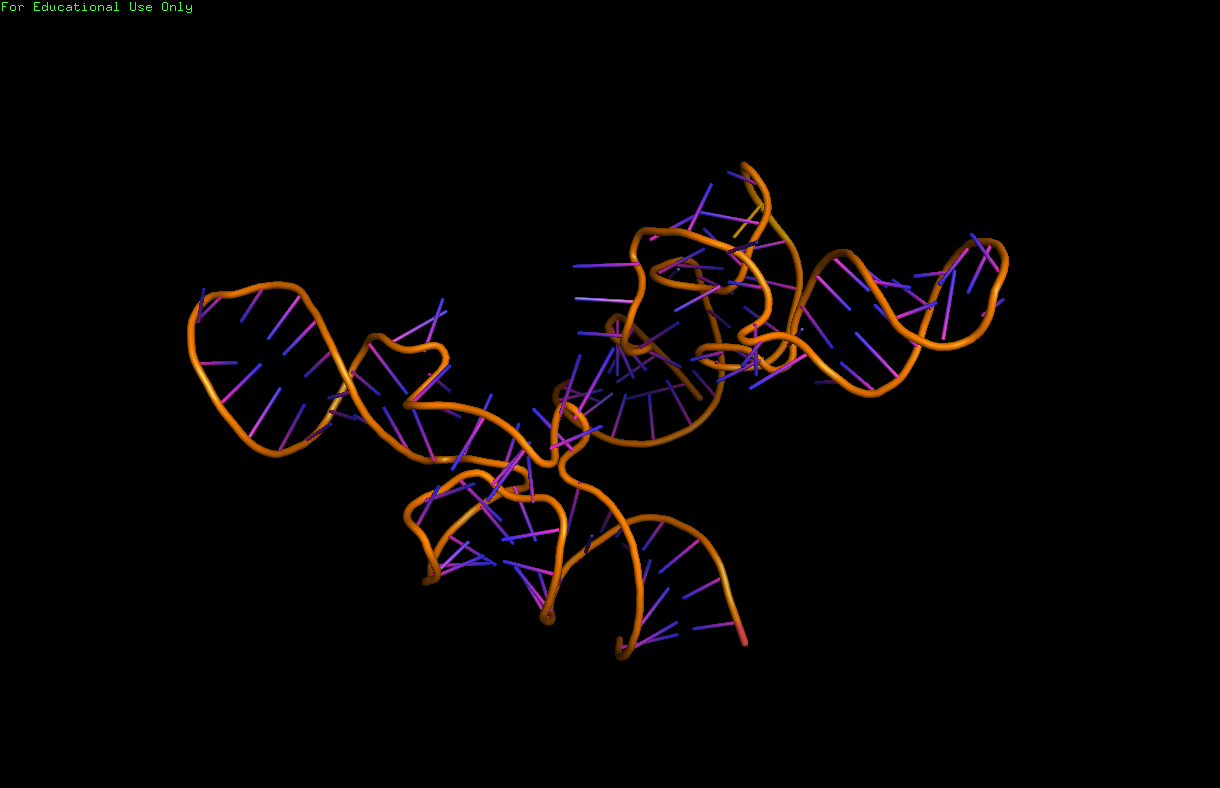
Структура тРНК-подібного домену тмРНК. Домен складається з 3'- та 5'-кінців тмРНК. Зображення створено за допомогою програмного забезпечення для молекулярної візуалізації Pymol та даних, отриманих з файлу RCSB Protein Data Bank для структури 1J1H

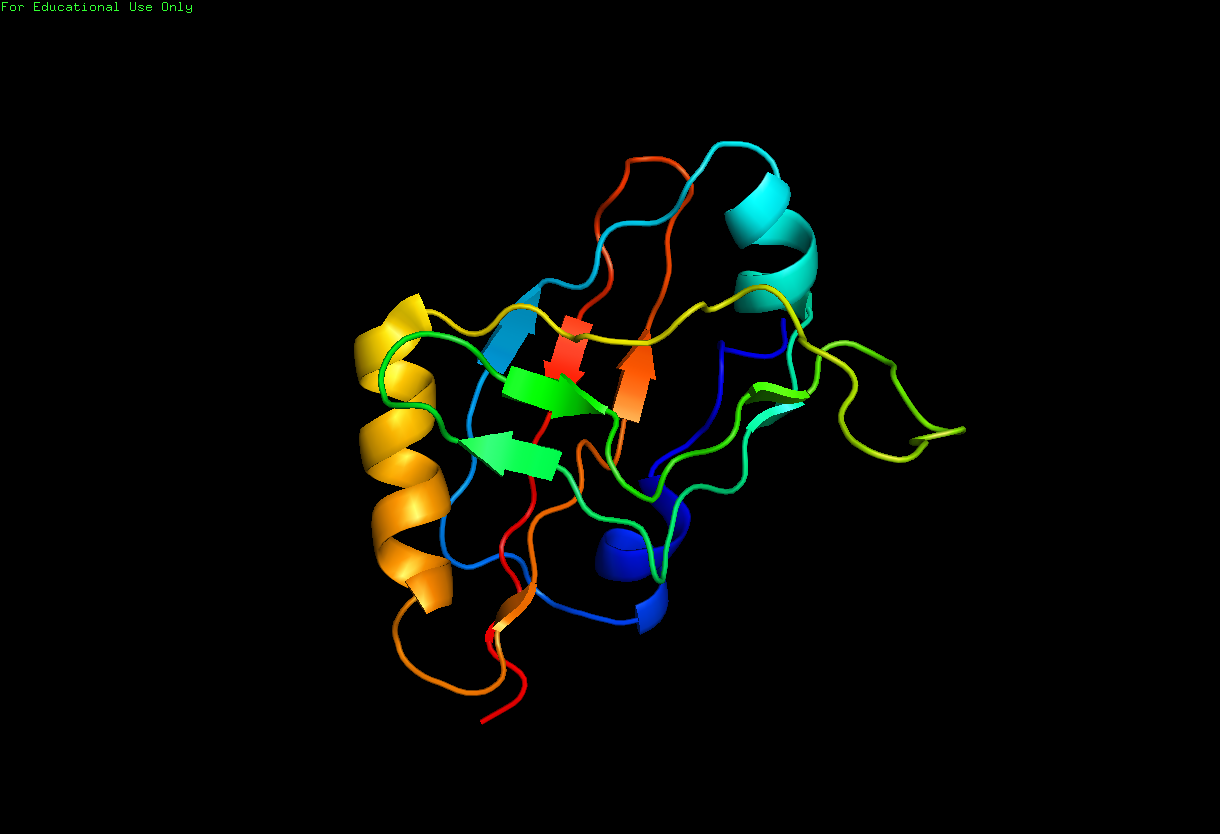
Cтруктура тмРНК-специфічного зв'язуючого білка SmpB. Зображення створено за допомогою програмного забезпечення для молекулярної візуалізації Pymol та даних, отриманих з файлу RCSB Protein Data Bank для структури 1CZJ

Структурні моделі з високою роздільною здатністю повних молекул тмРНК наразі недоступні, і їх може бути важко отримати через притаманну MLR гнучкість. У 2007 році була отримана кристалічна структура тмРНК Thermus thermophilus, зв'язаної з білком SmpB, з роздільною здатністю 3 Å. Ця структура показує, що SmpB імітує D-стебло та антикодон канонічної тРНК, тоді як спіральна ділянка 2a тмРНК відповідає варіабельному плечу тРНК. Кріоелектронне мікроскопічне дослідження тмРНК на ранній стадії транс-трансляції показує просторові взаємовідносини між рибосомою і тмРНК (тмРНК, зв'язаною з білком EF-Tu). TLD розташований поблизу ГТФазо-асоційованого центру в 50S субодиниці рибосоми; спіральна область 5 і псевдовузли pk2 - pk4 утворюють дугу навколо 30S субодиниці рибосоми.

## Транс-трансляція

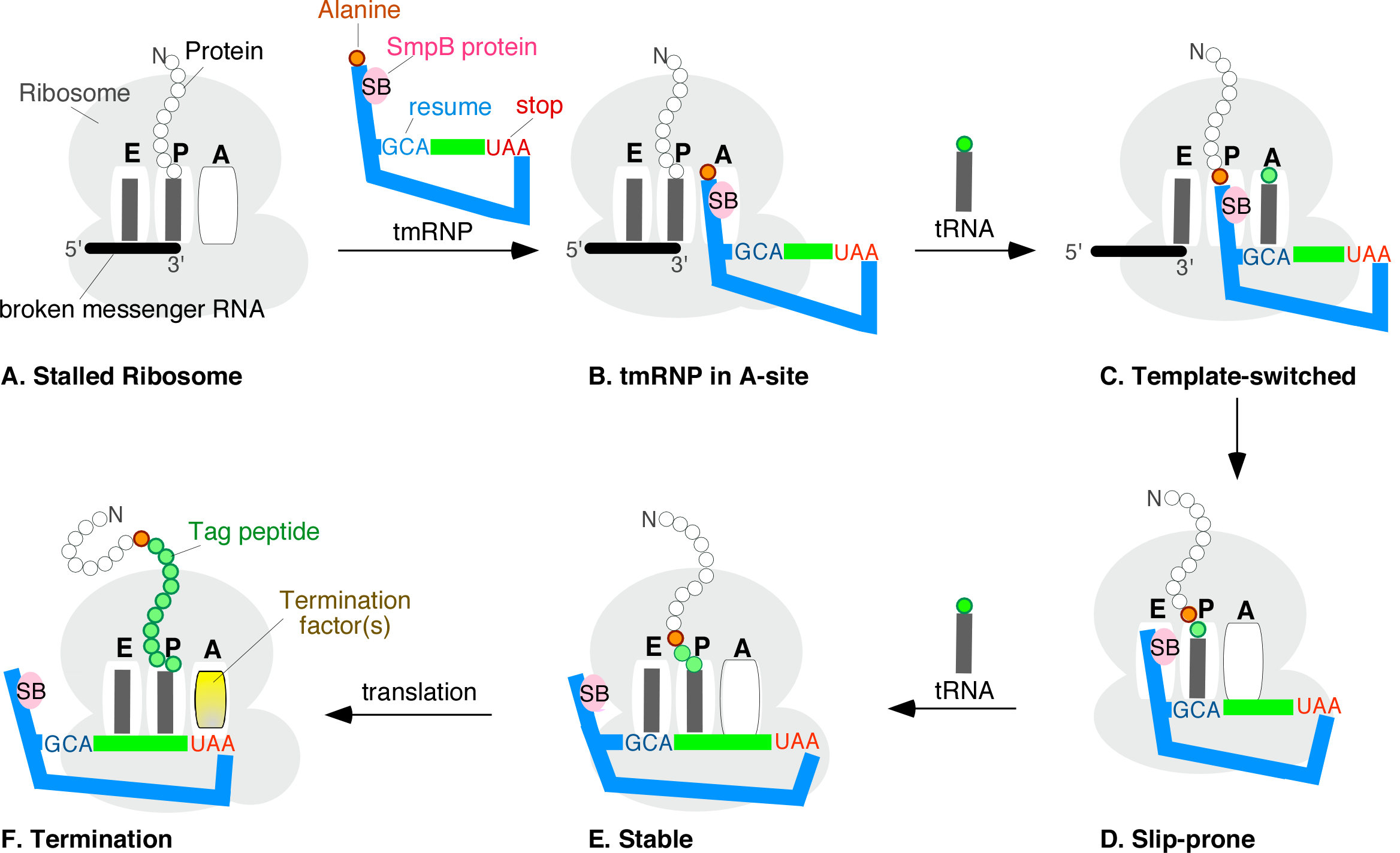
транс - Етапи перекладу від A до F. Рибосома з її сайтами зв’язування РНК, позначеними Е, Р і А, застрягла біля 3'-кінця розірваної мРНК. tmRNP зв’язується з A-сайтом, дозволяючи рибосомі перемикати шаблони з пошкодженого повідомлення на відкриту рамку зчитування tmRNA через кодон відновлення (синій GCA). Регулярний переклад з часом відновлюється. Після досягнення стоп-кодону тРНК (червоний UAA) вивільняється гібридний білок з міткою протеолізу (зелені кульки).

Кодування тмРНК було відкрито в 1995 році, коли Сімпсон з колегами оверекспресували рекомбінантний мишачий цитокін IL-6 в E. coli і виявили кілька усічених пептидів, похідних від цитокінів, кожен з яких на С-кінцях мав однаковий 11-амінокислотного залишку (A)ANDENYALAA. За винятком N-кінцевого аланіну, який походить з 3' кінця самої тмРНК, ця послідовність походить від короткої відкритої рамки зчитування тмРНК E. coli. Кейлер та ін. з'ясували, що така пептидна мітка забезпечує протеоліз, і запропонували модель транс-трансляції, опосередкованої тмРНК.
Хоча деталі механізму транс-трансляції ще досліджуються, загальновизнано, що тмРНК спочатку зв'язується з ділянкою А рибосоми, що зупинилася у процесі трансляції. Згодом рибосома переміщується з 3' кінця пошкодженої  мРНК на кодон відновлення MLR, після чого  трансляція продовжується в нормальному режимі на матриці кодуючої послідовності тмРНК, поки не доходить до стоп-кодону. Деяким видам бактерій транс-трансляція життєво необхідна, тоді як інші використовують її лише у стресових умовах. Вважається, що тмРНК може відігравати роль у антибіотикорезистентності, рятуючи рибосоми, зупинені антибіотиками, що впливають на трансляцію. Залежно від організму, пептидні мітки можуть розпізнаватися різноманітними протеазами або протеазними адаптерами.

## Вплив мобільних генетичних елементів на ген тмРНК
ssrA може як бути мішенню для одних мобільних генетичних елементів, так і переноситись за допомогою інших МГЕ. Було виявлено встроювання трьох типів МГЕ у цей ген. Жоден з них не порушує функцію гена: інтрони групи I видаляються шляхом самосплайсингу, рикетсійні паліндромні елементи (RPE) вбудовуються в некритичні ділянки, а геномні острівці, що кодують інтегразу, роз'єднують ssrA, але відновлюють одну з відщеплених ділянок.
Нехромосомний ssrA був вперше виявлений в геномному дослідженні мікобактеріофагів (у 10% фагів). Також були знайдені інші МГЕ, що містять ssrA, наприклад, плазміди та геномні острівці. Одним з цікавих випадків є Rhodobacter sphaeroides ATCC 17025, чий нативний ген тмРНК порушений геномним острівцем. На відміну від усіх інших геномних острівців у генах тмРНК (або тРНК), цей острів інактивував нативний ген-мішень без відновлення відщепленого фрагмента, але компенсував це за рахунок наявності власного гена тмРНК. Дуже незвичайний родич ssrA виявлений у літичного мікобактеріофага DS6A, який кодує трохи більше, ніж TLD.

## Мітохондріальні тмРНК
Мітохондріальна, структурно редукована форма тмРНК (мт-тмРНК) була вперше виявлена у джгутикових найпростіших Reclinomonas americana. Згодом наявність мітохондріального гена ssrA, що кодує тмРНК, а також сайтів транскрипції та процесингу РНК було підтверджено для всіх представників якобід, окрім одного. Докази функціональності - аміноацилювання мт-тмРНК аланіном - виявлені у Jakoba libera. Нещодавно ssrA також було ідентифіковано в мітохондріальних геномах ооміцетів. Як і в α-протеобактерій (предків мітохондрій), mt-тмРНК мають кругову пермутацію, тобто представлені двокомпонентними молекулами, за винятком Jakoba libera, де ген повернувся до кодування однокомпонентної тмРНК.

### ІдентифікаціяssrAв мітохондріальних геномах

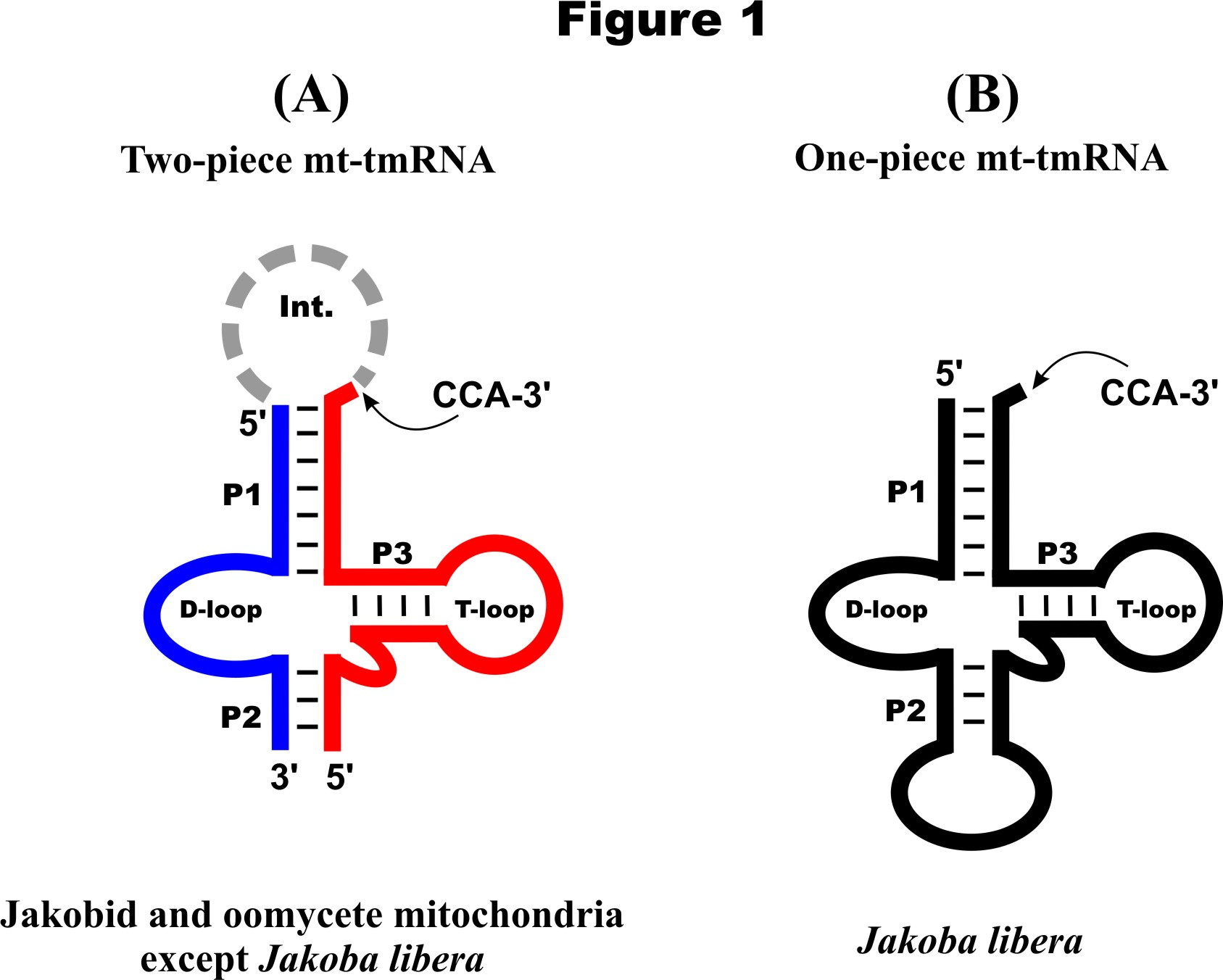
Моделі вторинної структури мт-тмРНК. (А) Дволанцюжкова тмРНК в ооміцетів та якобід, за винятком J. libera, після видалення проміжної послідовності (позначена пунктиром) за допомогою ферментів процесингу РНК, два отримані фрагменти РНК (синя та червона лінії) залишаються разом завдяки комплементарному спарюванню основ. (B) Стандартна однокомпонентна тмРНК у J. libera, яка, найімовірніше, виникла вторинно внаслідок генної перебудови. Позначено три ділянки спарювання (P1, P2 і P3) та положення посттранскрипційно доданого 3' CCA.

Спочатку гени мітохондріальної тмРНК визначались за короткими послідовностями, консервативними серед якобід, що схильні згортатись у тРНК-подібну вторинну структуру. Завдяки наявності дев'яти повних послідовностей мтДНК якобід та значному вдосконаленню інструментів пошуку коваріацій (Infernal;) було розроблено коваріаційну модель на основі мітохондріальних тмРНК якобіда, за допомогою якої ідентифіковано гени мітохондріальної ssrA у ооміцетів. Наразі виявлено 34 мт-тмРНК ооміцетів у шести родах: Albugo, Bremia, Phytophthora, Pseudoperonospora, Pythium та Saprolegnia. Коваріаційна модель, побудована з використанням послідовностей якобід і ооміцетів, тепер доступна на Rfam під назвою "mt-tmRNA".

### Структура мт-тмРНК
Стандартна бактеріальна тмРНК складається з тРНК(Ala)-подібного домену (дозволяє додавати некодований аланін до мРНК, які не мають стоп-коду) та мРНК-подібного домену, що кодує білкову мітку, яка спрямовує поліпептид на протеоліз. мРНК-подібний домен був втрачений у мт-тмРНК. Порівняльний аналіз послідовностей вказує на особливості, характерні для мт-тмРНК. Найбільш консервативною є первинна послідовність аміноацил-акцепторної основи. Ця частина молекули має незмінний залишок А в позиції дискримінатора і пару G-U в позиції 3 (за винятком Seculamonas ecuadoriensis, яка має пару G-C). Ця позиція є сайтом впізнавання для аланіл-тРНК-синтази.
P2 - це спіраль змінної довжини (від 3 до 10 пар основ), що відповідає антикодоновій ділянці тРНК, але без антикодонової петлі (оскільки вона не потрібна для функціонування тмРНК). P2 стабілізує тРНК-подібну структуру, але чотири нуклеотиди, інваріантні для ооміцетів та якобід, вказують на додаткову, наразі не ідентифіковану функцію. P3 має п'ять пар основ і відповідає ТψC-ділянці тРНК, але з різними консенсусними нуклеотидами як у стеблі, так і в петлі. Послідовність ТψC-петлі консервативна у ооміцетів та якобід, з невеликими відхиленнями (наприклад, у Saprolegnia ferax). Нарешті, замість тРНК-подібної D-ділянки з укороченою тринуклеотидною D-петлею, характерної для бактеріальних тмРНК, мітохондріальні аналоги мають дуже варіабельну петлю довжиною від 5 до 14 п.н.

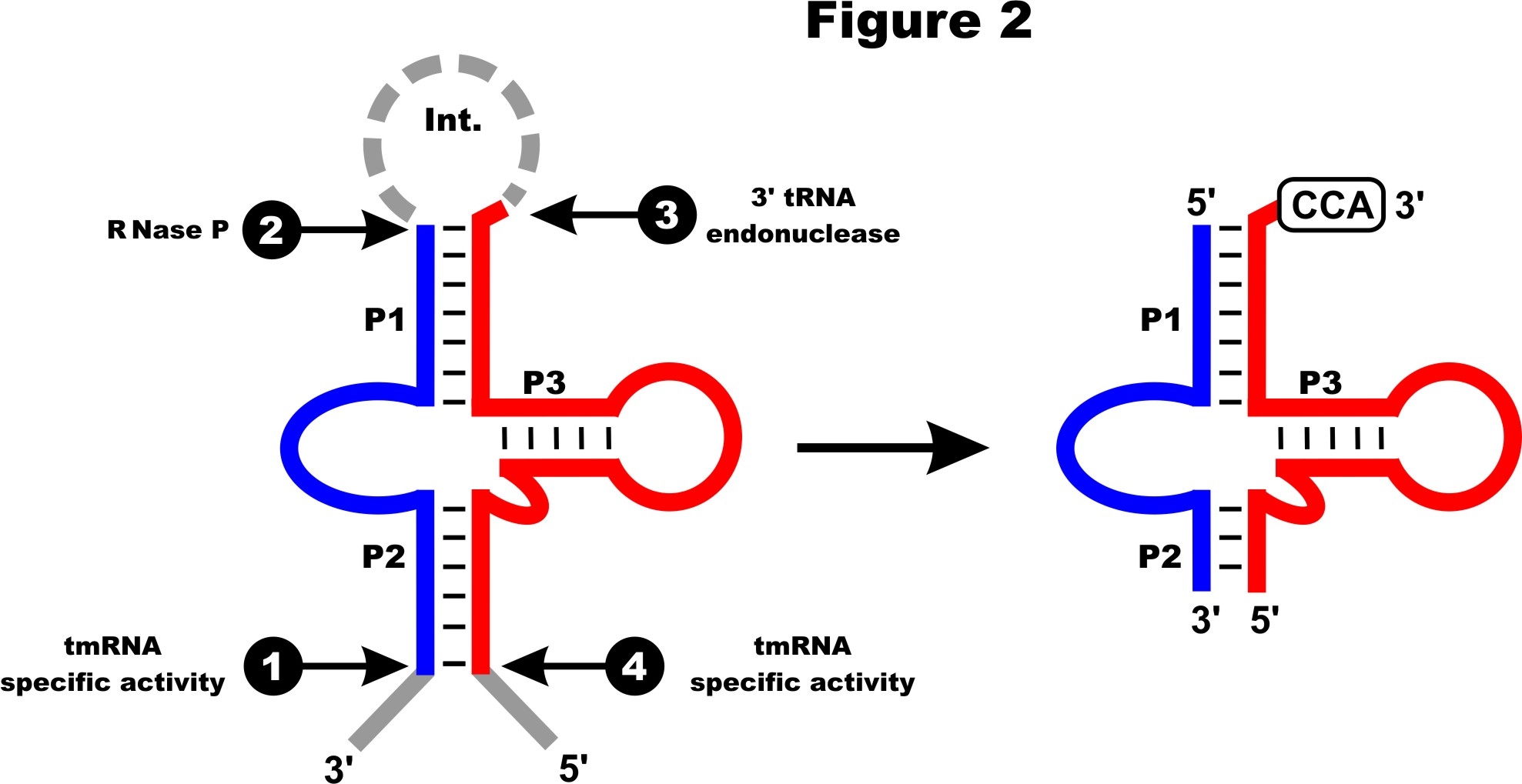
Процесинг дволанцюгової мт-тмРНК. Чотири основні сайти процесингу РНК пронумеровані (1-4). Вважається, що процесинг на сайтах 1 і 4 відбувається за допомогою тмРНК-специфічної активності, на сайті 2 - за допомогою РНКази Р, а на сайті 3 - за допомогою 3' тРНК-ендонуклеази. Нуклеотиди, відщеплені від попередника, позначені сірим кольором; посттранскрипційно приєднаний ЦЦА позначений рамкою.

Дані секвенування РНК Phytophthora sojae показують рівень експресії мт-тмРНК, подібний до рівня експресії сусідніх мітохондріальних тРНК, а чотири основні процесингові сайти підтверджують передбачувані кінцеві ділянки зрілої мт-тмРНК. Молекула-попередник тмРНК, ймовірно, обробляється РНКазою Р та  специфічною ендонуклеазою, що забезпечує процесинг 3' тмРНК. Остання, як припускають, видаляє проміжну послідовность. Після додавання CCA до 3' дискримінаторного нуклеотиду, до тмРНК приєднанується залишок аланіну за допомогою аланіл-тРНК-синтетази.